# キエーリ'76・バレーボール
キエーリ'76・バレーボール（Chieri '76 Volleyball）は、イタリアのピエモンテ州キエーリを本拠地とするスポーツクラブチームであり、2024/25シーズンはイタリアセリエAのA1に所属している。

## 歴史
2009年にイタリアセリエB2ライセンスと資産をCarol's Volleyから取得し設立。当初はChieri '76 Carol'sというチーム名で活動。'76は栄光のPallavolo Chieriという、かつてキエーリに本部を置いたクラブチームの創立年を表している。このチームはセリエA1までのカテゴリーに登り詰め、2013年に活動を終了した。発足初年度となる2009/10シーズンはイタリアセリエB2からスタートし、2011/12シーズンにセリエB1へ昇格。2013/14、2014/15シーズンと2年連続でセリエB1リーグ3位で終えた。2015年9月にチーム名をChieri '76 Volleyballへと変更し、2015/16シーズンはセリエA2へ昇格を果たす。2017/18シーズンのセリエA2リーグではプレーオフでセリエA1への昇格を果たした。2018/19シーズンより世界各国から有力な選手を獲得するも、セリエA1リーグのレギュラーラウンドを4勝20敗の12位で終えた。2019/20シーズンはイタリアカップを7位で終え、新型コロナウイルスによるパンデミックのためシーズン途中でリーグが終了した。2020/21シーズンのセリエA1ではレギュラーラウンドを14勝10敗と勝ち越し、プレーオフに進出。クォーターファイナルでモンツァに1勝2敗で敗れてリーグを6位で終えた。2021/22シーズンのセリエA1リーグは2年連続で6位となった。2022/23シーズンのセリエA1リーグはレギュラーラウンドを18勝8敗の4位で通過したが、クォーターファイナルでAGIL Volleyに連敗し5位で終えた。2023/24シーズンは日本人の林謙人がコーチとして在籍。コッパイタリアで準決勝進出、CEVカップで優勝を果たした。セリエA1ではクォーターファイナルで敗退し5位で終えた。

## 主な成績
コッパ・イタリア
- 3位 - 2020/21、2021/22シーズン

## 登録選手
2024-25年シーズンの登録選手は次の通り。
| 背番号 | 名前                     | ポジション           | 身長 | 備考       |
| ------ | ------------------------ | -------------------- | ---- | ---------- |
| 5      | イラリア・スピリト       | リベロ               | 1.74 | キャプテン |
| 6      | エイブリー・スキナー     | アウトサイドヒッター | 1.86 |            |
| 7      | アナスタシア・リャシュコ | ミドルブロッカー     | 1.98 |            |
| 9      | Sara Alberti             | ミドルブロッカー     | 1.85 |            |
| 10     | サラ・ファンアーレン     | セッター             | 1.86 |            |
| 11     | マルタ・アントゥリ       | オポジット           | 2.02 |            |
| 12     | アンネ・バイス           | アウトサイドヒッター | 1.91 |            |
| 13     | ルシール・ジケル         | オポジット           | 1.89 |            |
| 14     | Elena Rolando            | リベロ               | 1.65 |            |
| 15     | Federica Carletti        | アウトサイドヒッター | 1.84 |            |
| 16     | カテリーナ・ザクチャイウ | ミドルブロッカー     | 1.92 |            |
| 17     | Anna Gray                | ミドルブロッカー     | 1.87 |            |
| 21     | ラブス・オモルイ         | アウトサイドヒッター | 1.82 |            |
| 22     | Gaia Guiducci            | セッター             | 1.78 |            |

## 主な歴代所属選手
| - フランチェスカ・ビラーニ - キアラ・デ・ボルトリ - フランチェスカ・ボージオ - ヤスミナ・アクラーリ - オフェーリア・マリノブ - マディソン・リッシェル - アレクサンドラ・フランティ - ラーマット・アルハッサン - ジョーディン・ポールター - ブリオンヌ・バトラー | - ステファニー・エンライト - ジゼル・シルバ - ビクトリア・マイヤー - オリビア・ロジャンスキ - カミラ・バイツェル - カヤ・フロベルナ - ヘレナ・カソーテ - マヤ・ストーク - オジナ・バイラモワ |